# Луїза Французька
Луїза Францу́зька (19 серпня 1515, Амбуаз — 21 вересня 1518, там само) — перша дитина і перша дочка короля Франції Франциска I і його дружини Клод Французької.

## Біографія

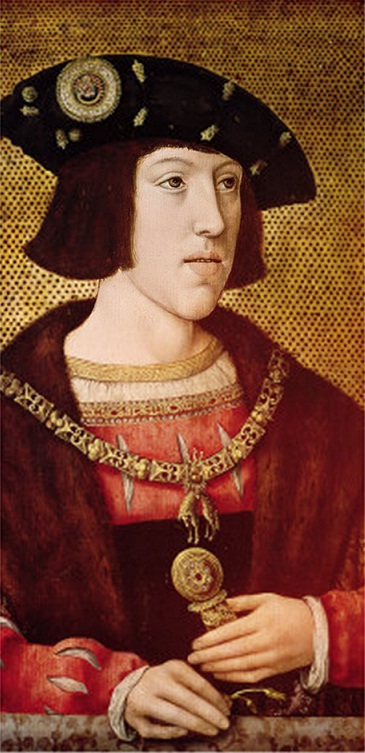
Молодий Карл (наречений Луїзи)

Луїза народилась 19 серпня 1515 року в замку Амбуаз, де й провела своє коротке життя. Вихованням дівчинки займалась її бабуся Луїза Савойська. У 1516 році її батько разом зі своїм ворогом австрійським герцогом Карлом уклав Нойонський договір, по якому Карл мав одружитися з Луїзою. На момент укладання договору Луїзі був рік, а Карлу — шістнадцять років. Передчасна смерть Луїзи в 1518 році розірвала союз французького короля с Карлом. Після смерті Луїзи, по новому договору нареченою Карла стала її молодша сестра Шарлотта.